# Az Amerikai Egyesült Államok elnökének leváltása
Az Amerikai Egyesült Államok elnökének leváltása az ország alkotmányának előírásai szerint a Kongresszus mindkét házának részvételével lefolytatott eljárás keretében lehetséges. Az elnök elmozdítása nem puszta politikai aktus: az ország vezetőjét csak akkor lehet hivatalától megfosztani, ha a szenátus kétharmados többséggel bűnösnek találta hazaárulás, vesztegetés, vagy egyéb súlyos bűncselekmény, illetve vétség miatt.
Az elnök leváltására irányuló – bírósági tárgyalásra emlékeztető – eljárás mindig a képviselőházban kezdődik. A képviselők tanúkat hallgatnak meg, dokumentumokat kérnek be, megvitatják az elnök tevékenységét, majd egyszerű többséggel döntenek arról, hogy vádat emelnek-e az elnök ellen. Az eljárásnak ezt a vádemelési részét angolul impeachmentnek nevezik.
Ha a képviselőház vádat emelt az elnök ellen, akkor az eljárás a szenátusban folytatódik. Az alkotmány előírása szerint a szenátus ülését ilyenkor a Legfelsőbb Bíróság főbírája vezeti. A szenátusban a képviselőház küldöttsége előterjeszti a vádat, majd a szenátorok meghallgatják az elnök képviselőjét és szükség szerint a tanúkat. Áttekintik az írásos bizonyítékokat, majd megvitatják a vádat. Végül szavaznak minden egyes vádpontról. Ha az elnököt valamelyik vádpontban a jelen lévő szenátorok kétharmada bűnösnek találja, az elnök elveszti hivatalát. A szenátus további büntetésként a leváltott elnök passzív választójogát is megvonhatja, azaz megakadályozhatja, hogy az érintett a jövőben valamilyen szövetségi választáson indulhasson. Egyéb büntetést ebben az eljárásban nem lehet kiszabni, viszont annak nincs akadálya, hogy a leváltott elnököt ugyanezért a cselekményért később bíróság elé állítsák, és bármely más polgárhoz hasonlóan elítéljék.
Egy 1967-es módosítás óta arra is lehetőséget ad az alkotmány, hogy az alelnök és a kabinet többsége együttes határozatban ideiglenesen alkalmatlannak nyilvánítsa az elnököt a hivatali teendők ellátására. Ilyenkor az alelnök látja el az elnöki feladatokat egészen addig, amíg az elnök újra alkalmasnak nem nyilvánítja magát. Vitás esetekben a Kongresszus dönt.
Az ország történetében még nem volt példa arra, hogy az elnököt elmozdították volna hivatalából.

## Alkotmányos háttér
Az Amerikai Egyesült Államok alkotmánya előírja, hogy az elnököt négyéves időtartamra választja meg az elektori kollégium, amelynek további alkotmányos szerepe nincsen. Ezért amíg az európai parlamentáris demokráciákban létezik a bizalmatlansági indítvány intézménye, amelyen keresztül az ország vezetőjét leválthatja az a testület (tipikusan a parlament), amely őt korábban megválasztotta, az Egyesült Államokban ilyen mechanizmusra nincs lehetőség. Az 1787-es alkotmányozó nemzetgyűlés résztvevői ezért fontosnak tartották, hogy beépítsenek az alkotmányba valamilyen eljárást, amelynek mentén az elnököt le lehet váltani, ha netán visszaélne hatalmával.

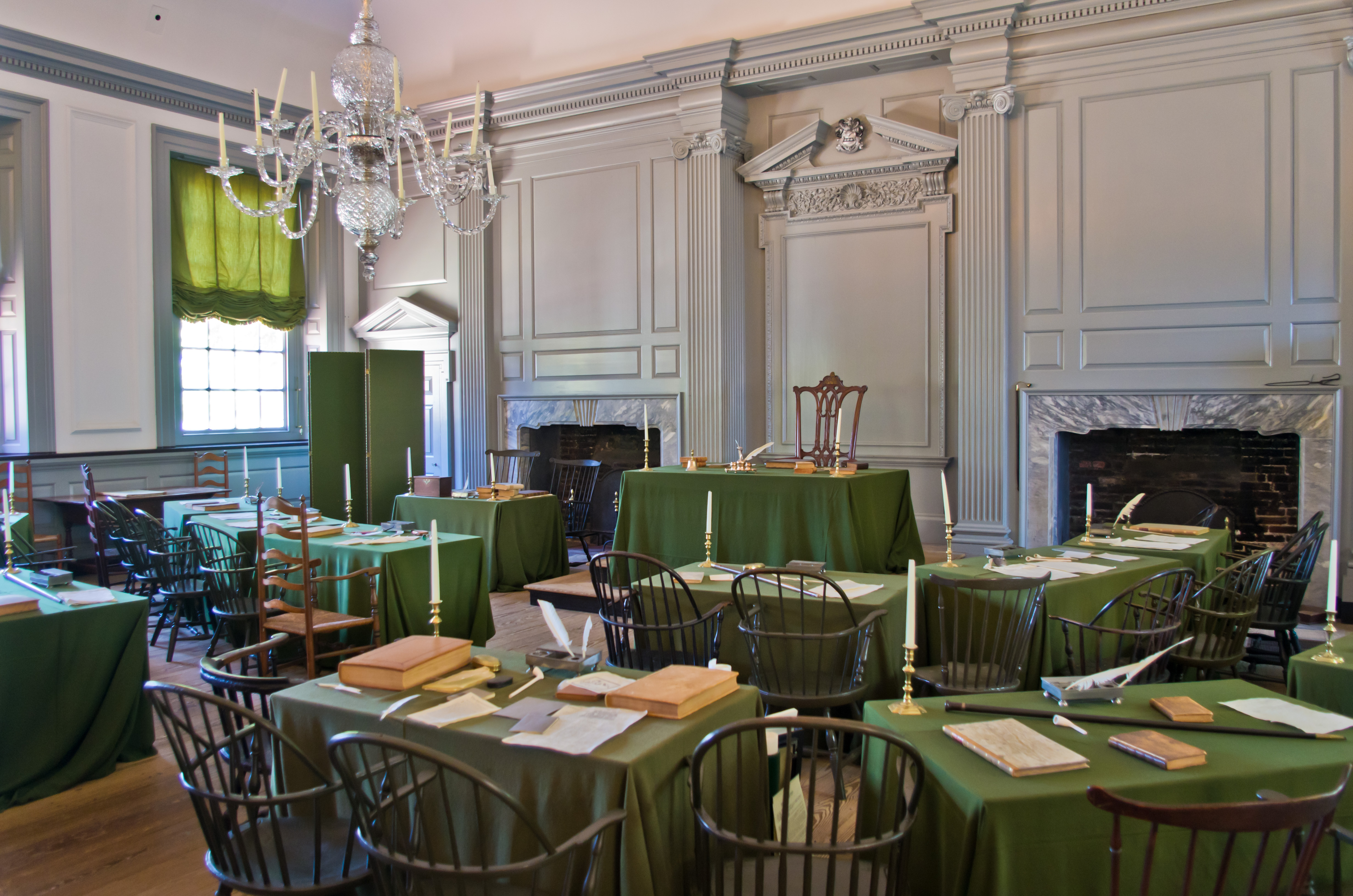
Az alkotmányozó nemzetgyűlés helyszíne Philadelphiában

Az alapító atyák számára több történelmi és kortárs példa és lehetőség is kínálkozott. A brit jogi hagyományban már a 14. század óta létezett egy impeachment nevű eljárás, amelynek révén a képviselőház felelősségre vonhatta a király minisztereit a hivatali visszaéléseikért. Több amerikai állam alkotmányában is volt hasonló procedúra a kormányzó leváltására korrupció vagy „kártékony kormányzás” (maladministration) esetére. A virginiai küldöttek terve szerint a bíróságok feladata lett volna az elnök esetleges elmozdítása. Olyan elképzelés is volt, hogy a leváltási eljárásra egyáltalán nincs szükség, hiszen az elnököt fix időtartamra választják, és így az újraválasztáskor ítéletet mondhatnak felette az elektorok. Végül az a döntés született, hogy a brit modellt követik, ahol a képviselőház vádat emelhet a tisztségviselők ellen, az ítéletet pedig a lordok háza mondja ki. A bírói kar részvételét a végleges terv szerint az biztosítja, hogy a felsőházi tárgyalást a legfelsőbb bíróság főbírája vezeti.
A végleges alkotmányszöveg több helyen is érinti az elnök leváltásának kérdését. A végrehajtó hatalmi ágról szóló II. cikk kimondja, hogy az elnököt hivatalából „el kell mozdítani hazaárulás, vesztegetés, egyéb súlyos bűncselekmény és vétség miatt történt elítélés esetén”. A törvényhozásról szóló I. cikk kimondja, hogy az elnök közjogi felelősségre vonása esetén a vádemelés a képviselőház hatáskörébe tartozik, ugyanennek a cikkelynek a következő paragrafusa szabályozza a vádemelést követő szenátusi tárgyalást és a kiszabható ítéletet.

## Az eljárás menete

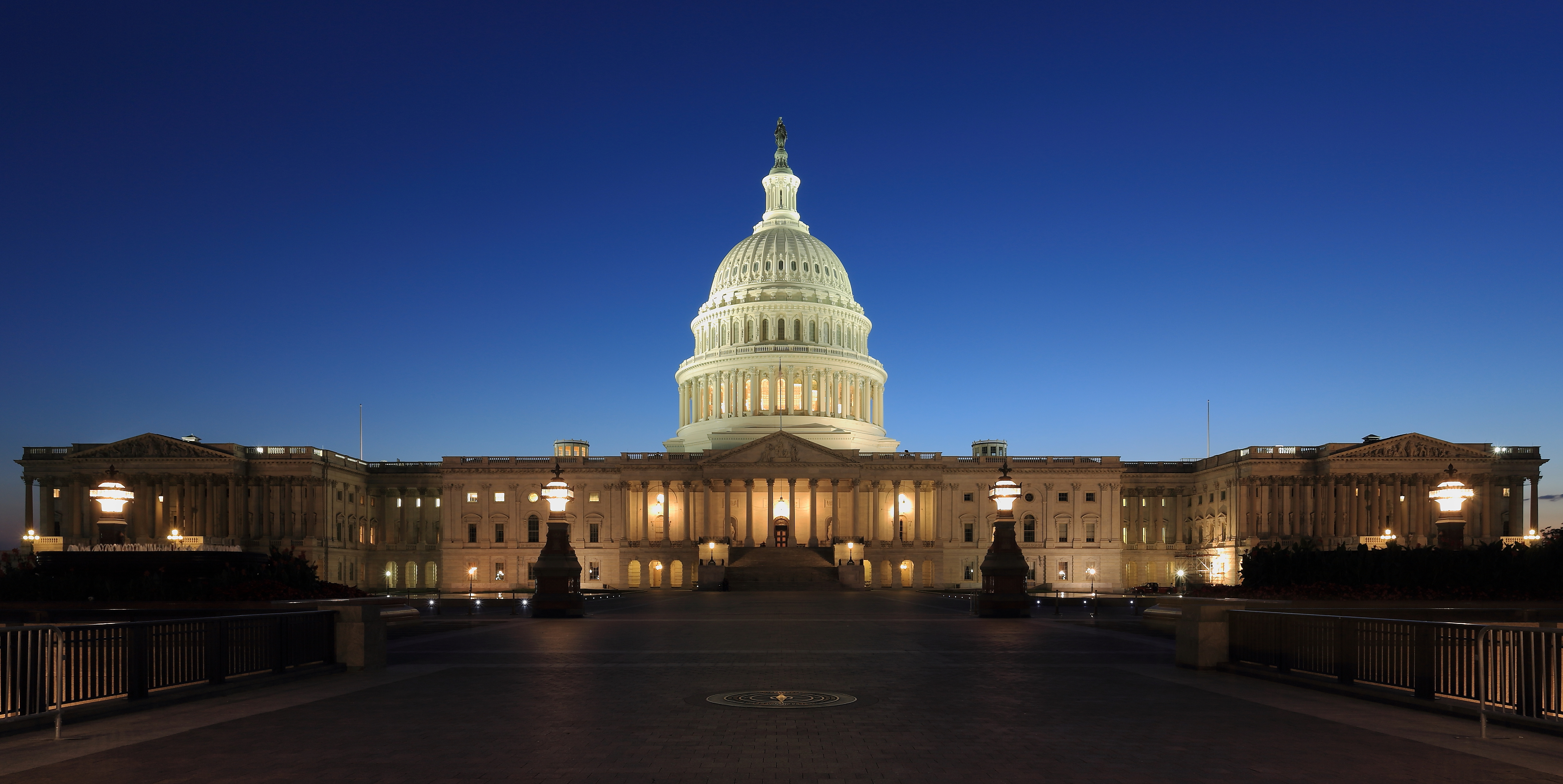
Az Amerikai Egyesült Államok Capitoliuma, az eljárás helyszíne

Az elnök leváltására irányuló eljárás minden esetben a képviselőházban kezdődik. Az első lépés az, hogy a képviselőház vizsgálatot folytat, amelynek során megállapítja, hogy történt-e olyan cselekmény, amely az elnök elmozdítását indokolná. Az alkotmány világossá teszi, hogy az elnök leváltása nem puszta politikai aktus: az ország vezetőjét csak hazaárulás, vesztegetés, vagy egyéb súlyos bűncselekmény illetve vétség miatt lehet hivatalától megfosztani. A hazaárulást az alkotmány explicite definiálja, és a vesztegetés jelentéséről is széles egyetértés van, azonban az „egyéb súlyos bűncselekmény és vétség” mibenléte gyakori vita tárgya. Gyakran felmerülő kérdés például, hogy leváltható-e az elnök olyan cselekményért, amely a törvény szerint nem büntetendő, illetve hogy melyek azok a cselekmények, amelyek a törvény szerint büntetendőek, de mégsem eléggé súlyosak ahhoz, hogy az elnök elmozdítását indokolnák. Az elterjedt alkotmányjogi vélemény az, hogy az elnököt le lehet váltani olyan cselekményért is, ami nem ütközik törvénybe, ha az összeegyeztethetetlen az elnöki hivatallal, de az is világos, hogy apró vétségekért nem foszthatják meg az elnököt a hivatalától.
A vizsgálat rendszerint a képviselőház állandó bizottságaiban folyik, bár a házelnök kijelölhet erre a célra egy eseti bizottságot is. Megindítása történhet formális képviselőházi határozat keretében, de a házelnök egyszemélyi döntéssel is útjára indíthatja az eljárást. A vizsgálatot végző bizottság ezután tanúkat hallgat meg és dokumentumokat kér be. Ha az a döntés születik, hogy vádemelési javaslatot kell tenni az elnök ellen, akkor a szenátus elé terjesztendő vádpontokat tipikusan az igazságszolgáltatási bizottság szövegezi meg. Végül a teljes képviselőház szavaz arról, hogy az elnök ellen vádat emelnek-e a szenátusban, és ha igen akkor a javasolt vádpontok közül melyeket terjesztik a felsőház elé. Erről egyszerű többséggel hoznak döntést a képviselők. Az eljárásnak ezt a vádemelési részét angolul impeachmentnek nevezik.
Ha a képviselőház vádat emelt az elnök ellen, akkor kijelölik azokat a képviselőket, akik a vádat fogják képviselni a felsőházban. Ennek a delegációnak a tagjait angolul impeachment managernek vagy House managernek nevezik. Kijelölésükben domináns szerepe van a házelnöknek, akinek a döntését rendszerint határozatban erősíti meg a képviselőház.

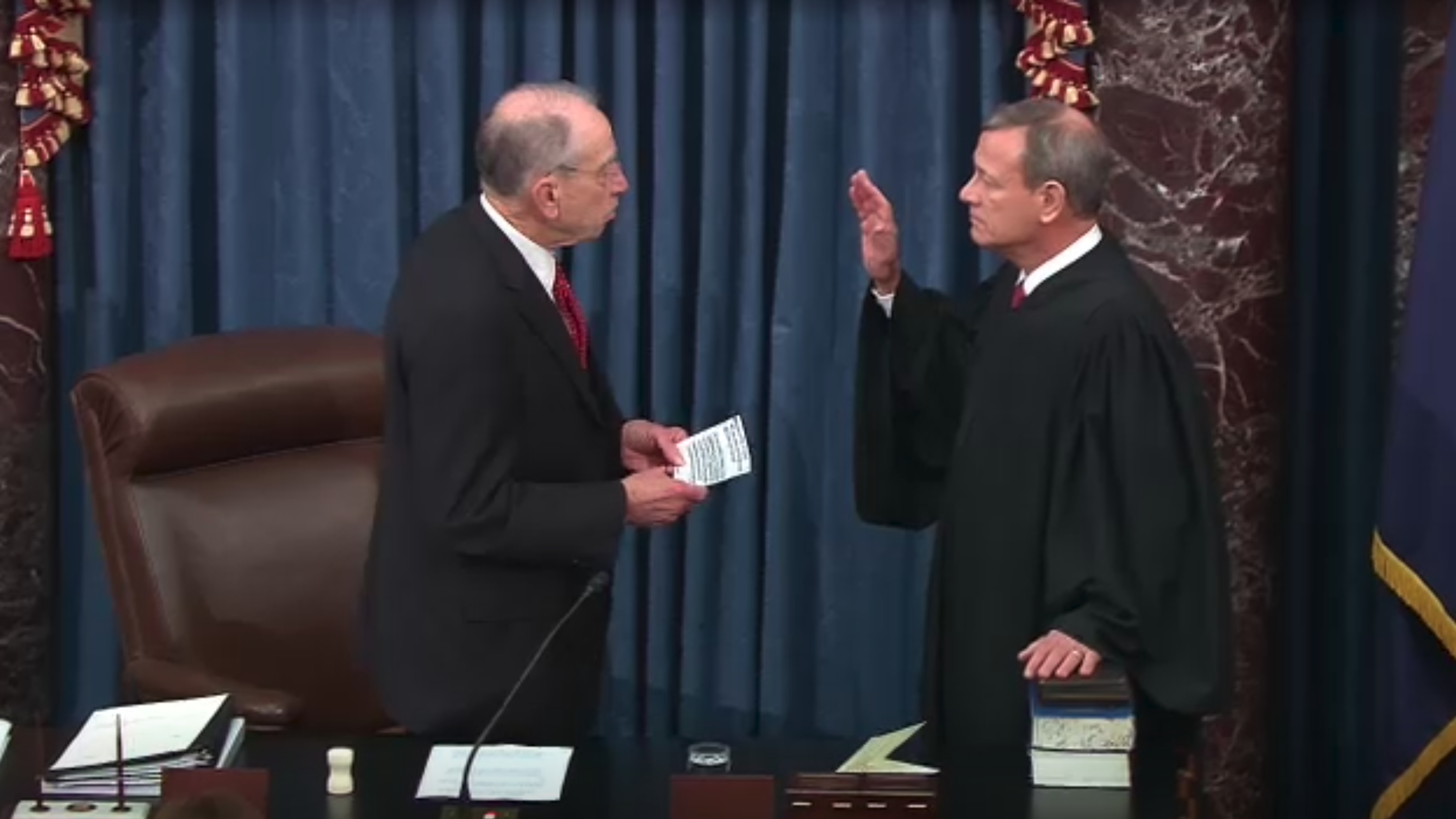
John G. Roberts főbíró esküt tesz Donald Trump szenátusi tárgyalásának kezdetén, 2020. január 16-án

Ezután az eljárás a szenátusban folytatódik. Az alkotmány előírása szerint a szenátus ülését ilyenkor a Legfelsőbb Bíróság főbírája vezeti. A tárgyalás idejére a Szenátus minden más ügyet félretesz, és – a vasárnapok kivételével – minden nap ülésezik. A tárgyalás a főszabály szerint nyilvános, de egyes kényes kérdések megtárgyalására a testület zárt ülést is elrendelhet. A szenátusban a képviselőház küldöttsége előterjeszti a vádat, majd a szenátorok meghallgatják az elnök képviselőjét és szükség szerint a tanúkat, valamint áttekintik az írásos bizonyítékokat. A tárgyalásnak ebben a szakaszában a szenátorok nem szólalhatnak meg. A tanúkhoz vagy a vád illetve a védelem képviselőihez intézett esetleges kérdéseiket írásban intézik a levezető elnökhöz, aki aztán a maga megfogalmazásában felteszi a kérdést. A szenátorok ezután megvitatják a vádat. Végül szavaznak minden egyes vádpontról. Ha az elnököt valamelyik vádpontban a jelen lévő szenátorok kétharmada bűnösnek találja, az ország vezetője elveszti hivatalát. A szenátus további büntetésként a leváltott elnök passzív választójogát is megvonhatja, azaz megakadályozhatja, hogy az érintett a jövőben valamilyen szövetségi választáson indulhasson. A szenátus elmarasztaló ítélete azt is megtilthatja, hogy a hivatalától megfosztott elnök valamilyen fizetett vagy tiszteletbeli pozíciót töltsön be a szövetségi kormányzatban. Egyéb büntetést ebben az eljárásban nem lehet kiszabni, viszont annak nincs akadálya, hogy a leváltott elnököt ugyanezért a cselekményért később bíróság elé állítsák, és bármely más polgárhoz hasonlóan elítéljék.

## Kísérletek az elnök leváltására
Bár az Egyesült Államok történetében még nem volt példa arra, hogy az elnököt elmozdították volna hivatalából, öt ízben is sor került már arra, hogy a képviselőház elindította az elnök leváltását célzó eljárást.

### Andrew Johnson

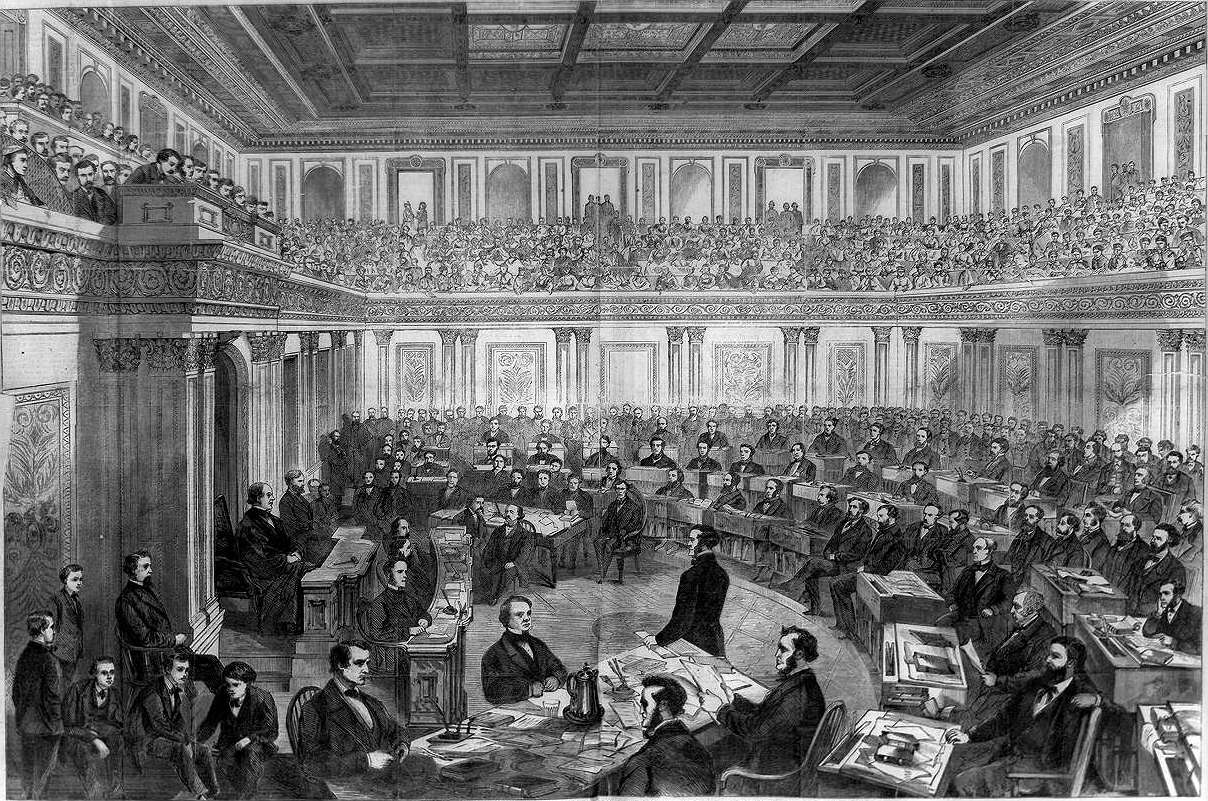
A szenátus az Andrew Johnson elnök leváltásáról szóló indítványt tárgyalja 1868. február 24-én

Andrew Johnson az Egyesült Államok 17. elnöke volt. Korábban ő volt Abraham Lincoln alelnöke, és miután Lincoln 1865. április 14-én merénylet áldozata lett, Johnson vette át az ország vezetését. Az új elnök feszült viszonyban volt a kongresszussal, több törvényjavaslatot megvétózott, de a honatyák kétharmados többséggel rendre felülbírálták az elnöki vétókat. Johnson közben a saját kabinetjének egyes tagjaival is ellentétbe került, de amikor azzal fenyegetőzött, hogy leváltja a neki ellentmondó kormánytagokat, a törvényhozás megszavazott egy olyan törvényt, amely kongresszusi jóváhagyáshoz kötötte a miniszterek menesztését. Johnson a törvényt megvétózta, de a kongresszus felülbírálta az elnöki vétót. Johnson ennek ellenére önhatalmúlag menesztette Edwin M. Stanton hadügyminisztert.
Válaszul a képviselőház eljárást indított Johnson leváltására, és 1868. február 24-én 11 vádpontot terjesztett a szenátus elé. A szenátus három hónapi tárgyalás után szavazott az indítványról. A testületnek 54 tagja volt, tehát az elnök leváltásához szükséges kétharmados többség 36 elmarasztaló szavazatot jelentett volna. Végül azonban csak 35 szenátor szavazott Johnson ellen, 19-en viszont nem támogatták az elnök elmozdítását, aki így hivatalban maradt. A politikailag meggyengült elnök az év végén sikertelenül indult az újraválasztásért, és 1869. március 3-án lejárt a hivatali ideje.

### Richard Nixon

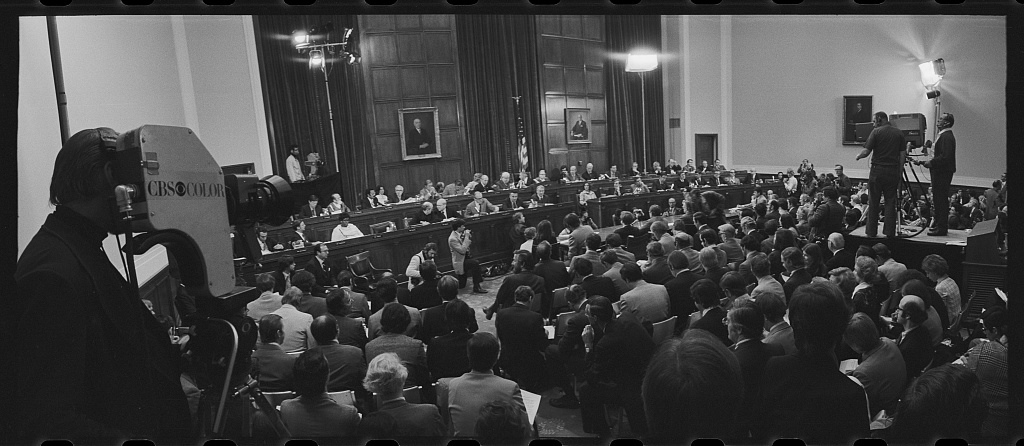
A képviselőház igazságszolgáltatási bizottsága megkezdi a Richard Nixon elnök leváltására irányuló vizsgálatát 1974. május 9-én

Richard Nixon az ország 37. elnöke volt, akit 1968-ban választottak meg, majd 1972-ben újraválasztottak. Az 1972-es kampány során tetten értek egy ötfős betörőcsoportot, akik éjszaka behatoltak az ellenzéki Demokrata Párt választási központjába a washingtoni Watergate-irodaházban. A Fehér Ház kezdetben tagadta, hogy az elnöknek vagy kampánystábjának bármi köze lett volna a betöréshez, de a választást követő hónapokban kiderült, hogy Nixon tudott az ügyről, és részt vett az eltussolásában. A szenátus vizsgálóbizottságot hozott létre, majd 1974. február 6-án a képviselőház formálisan is megindította az elnök leváltásához vezető eljárást, és felhatalmazta az igazságszolgáltatási bizottságot, hogy vizsgálja ki, le kell-e váltani Nixont. A bizottság július végén azt az ajánlást tette, hogy három vádpontot terjesszen a képviselőház a szenátus elé: az igazságszolgáltatás akadályozását, a hatalommal való visszaélést és a kongresszus megsértését. Nixont tehát nem azzal vádolták, hogy ő rendelte el a betörést (erre nem volt elegendő bizonyíték), hanem azzal, hogy hatalmával visszaélve akadályozta a kongresszusi vizsgálóbizottságokat és az igazságszolgáltatást. Miután Nixon kongresszusi támogatása összeomlott, 1974. augusztus 7-én két szenátor és egy képviselő felkereste őt a Fehér Házban, és elmagyarázták neki, hogy a képviselőház készen áll a vádemelésre, a szenátusban pedig bőven elegendő támogatottsága van az elnök leváltásának. Richard Nixon augusztus 9-én lemondott. A kongresszusi eljárás ezzel okafogyottá vált, így a vádemelésre és a szenátusi tárgyalásra nem került sor. Gerald Ford alelnök vette át az ország vezetését, aki aztán elnöki hatáskörében kegyelmet adott Nixonnak, megakadályozva ezzel a volt elnök büntetőjogi felelősségre vonását. Érdekesség, hogy a kongresszusi vizsgálatot támogató, jogászokból álló stáb egyik tagja Hillary Rodham volt, aki később Clinton elnök felesége lett, majd szenátorként és külügyminiszterként is szolgált.

### Bill Clinton

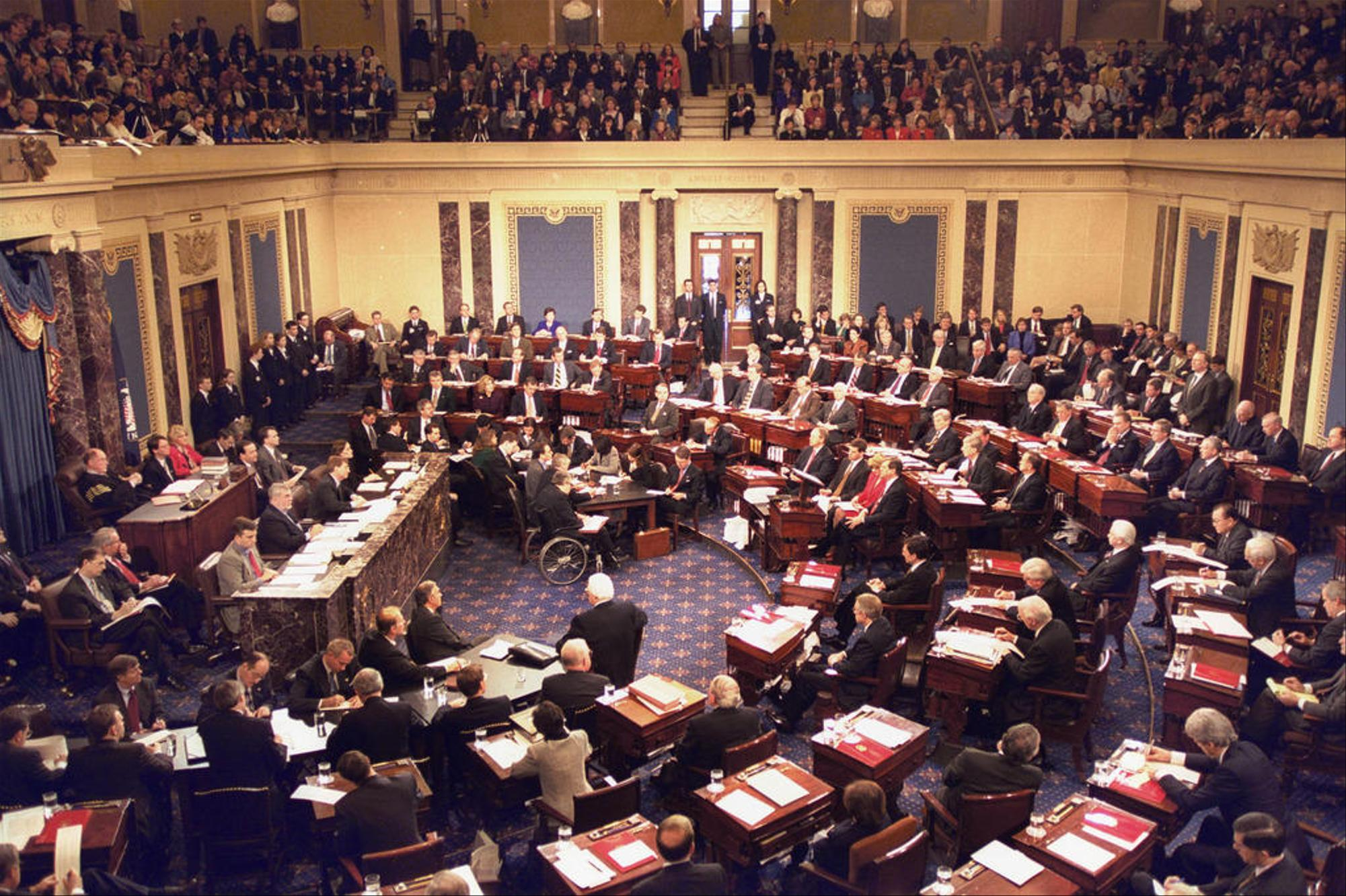
A szenátus a Bill Clinton elnök leváltásáról szóló indítványt tárgyalja 1999 elején

Bill Clinton az Egyesült Államok 42. elnöke volt, akit 1992-ben, majd 1996-ban választottak meg. 1994 májusában Paula Jones 700 000 dolláros kártérítési pert indított az elnök ellen. Elmondása szerint 1991-ben az elnök – aki akkor még Arkansas kormányzója volt – egy konferencián a szállodaszobájába hívta az akkor állami alkalmazásban álló Jonest, és ott orális szexre próbálta rábírni a nőt, akiben ezzel maradandó érzelmi károsodást okozott. A bírósági tárgyalást megelőző tényfeltáró vizsgálat során Clinton eskü alatt nemmel válaszolt arra a kérdésre, hogy volt-e más nővel is házasságon kívüli nemi kapcsolata. 1998 elején azonban kiderült, hogy Clintonnak a Fehér Házban viszonya volt egy fiatal gyakornokkal, Monica Lewinskyvel. Maga a házasságtörés nem volt törvénybe ütköző, de a hamis tanúzás igen, és a képviselőház 1998. december 19-én két vádpontos javaslatot terjesztett a szenátus elé az elnök leváltására. (Az egyik vádpont a hamis tanúzás volt, a másik az igazságszolgáltatás akadályozása.) A szenátus 1999. január 7-től február 12-ig tárgyalta az ügyet. A száz szenátorból 45 szavazott Clinton leváltására a hamis tanúzás miatt, és 50 szavazott az elnök ellen az igazságszolgáltatás akadályozásával kapcsolatos vádpontban. Mivel az elmarasztaló szavazatok száma mindkét esetben messze elmaradt a kétharmados többséget jelentő 67-től, az elnök hivatalban maradt. Paradox módon az ügy során Clinton népszerűsége növekedett, miközben a leváltását szorgalmazó republikánusok pozíciója meggyengült az 1998. novemberi kongresszusi választásokon.
A szenátus felmentő ítéletétől függetlenül a bíróság elmarasztalta Clintont a hamis tanúzásért, és 90 686 dolláros pénzbírsággal sújtotta az elnököt.

### Donald Trump
Donald Trump az Egyesült Államok 45. elnöke volt, akit 2016-ban választottak meg. Egyedülálló módon a képviselőház kétszer is indított eljárást a leváltására.

#### Első eljárás

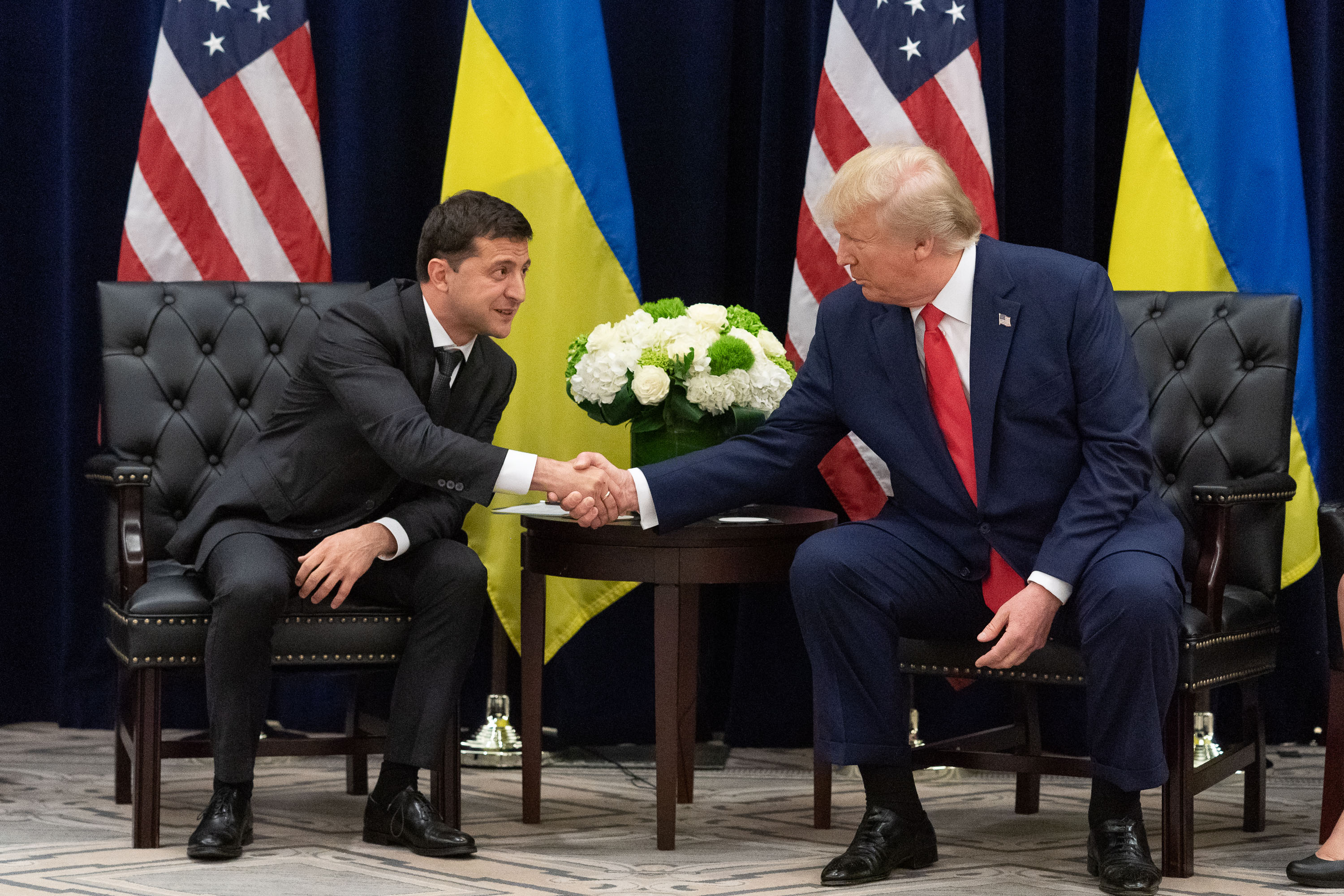
Volodimir Zelenszkij Donald Trumppal tárgyal

Nancy Pelosi, a képviselőház elnöke 2019. szeptember 24-én vizsgálatot indított annak eldöntésére, hogy a ház vádat emeljen-e Donald Trump ellen. A vizsgálat tárgya egy 2019. július 25-i telefonbeszélgetés volt Trump és Volodimir Zelenszkij ukrán elnök között. A beszélgetés nyilvánosságra került jegyzőkönyve szerint Trump arra kérte Zelenszkijt, indítsanak vizsgálatot Joe Biden volt alelnök (és potenciális demokrata elnökjelölt) fiának ukrajnai üzleti tevékenységéről, majd megígérte, hogy újraindítja az Ukrajnába irányuló fegyverszállításokat, amelyeket a Fehér Ház utasítására néhány héttel korábban magyarázat nélkül felfüggesztettek. Pelosi és a demokraták azzal vádolták az elnököt, hogy az Egyesült Államok nemzetbiztonsági érdekeit kockáztatva azért függesztette fel az ukrajnai fegyverszállításokat, hogy ezzel rákényszerítse Zelenszkijt, hogy Trump politikai riválisát rossz fényben feltüntető vizsgálatot indítson. 2019. október 31-én a teljes képviselőház is megerősítette Pelosi házelnök döntését a vizsgálat lefolytatásáról, és rögzítette az eljárás szabályait.
A vizsgálatot a képviselőház hírszerzési bizottsága folytatta le, amely 2019. december 3-án 300 oldalas jelentést tett közzé a vizsgálat eredményéről. December 18-án a képviselőház megszavazta a vádemelést, 230:197 arányban a hatalommal való visszaélést illetően és 229:198 arányban a kongresszus munkájának akadályozását illetően.
A szenátusi tárgyalás 2020. január 16-án John Roberts főbíró és a szenátorok eskütételével vette kezdetét. 2020. február 5-én a Szenátus mindkét vádpontban (48:52 illetve 47:53 arányban) felmentette az elnököt. A szavazás szinte teljesen pártalapú volt: a demokraták és a független szenátorok mind elmarasztalták Trumpot, míg a republikánusok mind a felmentésre szavaztak, kivéve Mitt Romney-t, aki a hatalommal való visszaélés tekintetében szintén bűnösnek találta az elnököt.
Trump 2020 novemberében sikertelenül indult az újraválasztásért. Mandátuma 2021. január 20-án lejárt.

#### Második eljárás

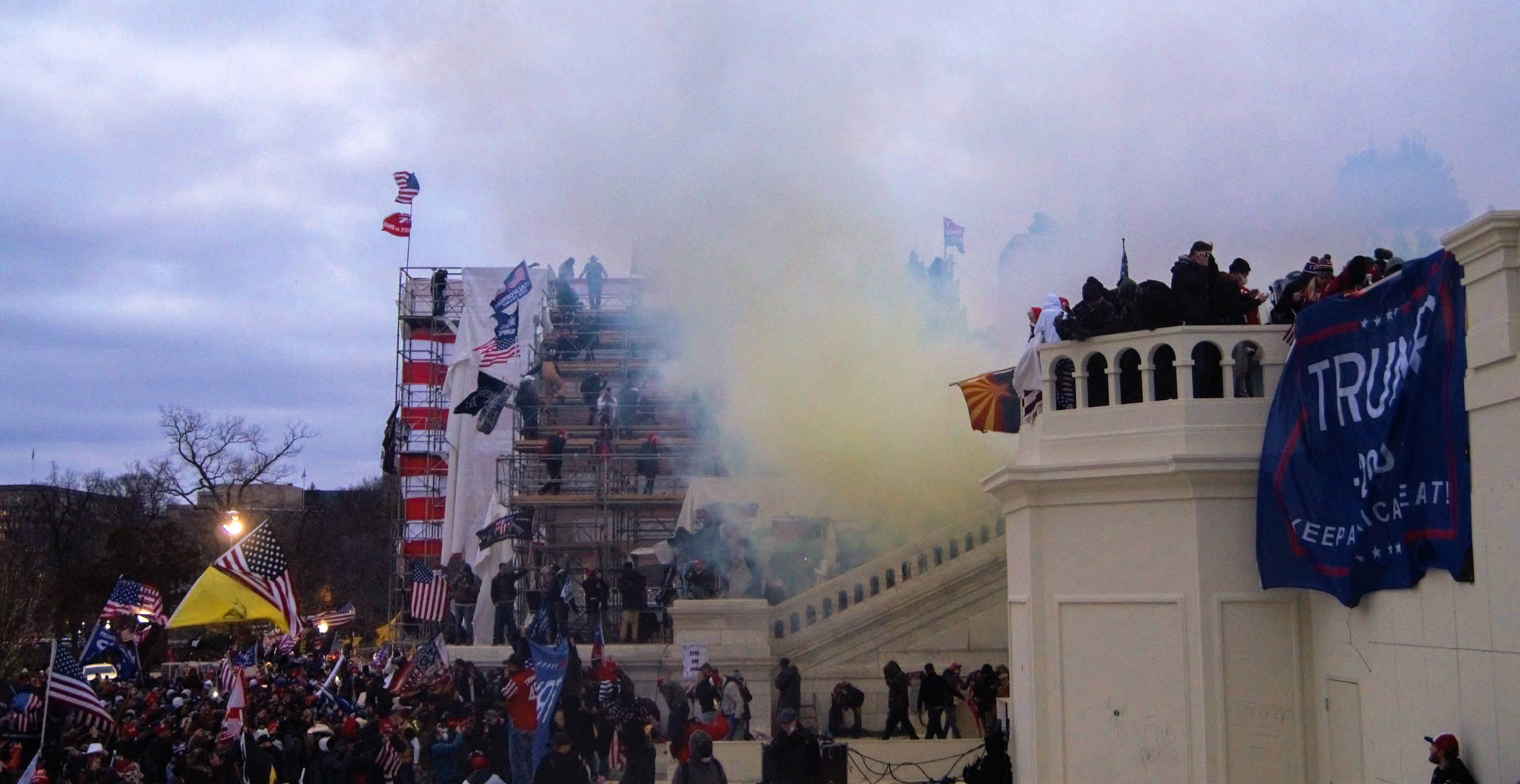
A karhatalom könnygázzal oszlatja a Capitoliumot ostromló tüntetőket

Donald Trumpot néhány nappal mandátumának lejárta előtt ismét vád alá helyezte a képviselőház. Az eljárás hátterében a Capitolium 2021. január 6-i ostroma állt. Aznap a kongresszus az alkotmányos előírásoknak megfelelően azért ült össze, hogy formálisan összeszámlálja a 2020-as amerikai elnökválasztás során az elektorok által leadott szavazatokat és deklarálja Joe Biden győzelmét. Trump, az elnökválasztás másik esélyes jelöltje, nem ismerte el Biden győzelmét, és választási csalással vádolta a demokratákat. Miután minden óvási, szavazat-újraszámlálási és peres lehetőséget kimerített, arra biztatta híveit, hogy a január 6-i ceremónia napján tüntessenek Washingtonban, és így gyakoroljanak nyomást a kongresszusra és a szavazatösszeszámlálást levezető Mike Pence alelnökre, hogy néhány állam elektorainak szavazatát ne ismerjék el, és ezzel változtassák meg a szavazás eredményét. Miután Pence kijelentette, hogy neki az alkotmány nem ad módot a választás eredményének megváltoztatására, és miután világos lett az is, hogy a kongresszus tagjainak többsége szintén nem hajlandó erre, Trump a Fehér Ház közelében beszédet mondott hívei előtt, amelyben arra biztatta őket, menjenek a Capitoliumhoz (ahol a ceremónia folyt) és gyakoroljanak nyomást Pence-re és a kongresszus tagjaira. Trump ezután testőrei kíséretében visszatért rezidenciájára, és a televízión keresztül kísérte figyelemmel az eseményeket, miközben hívei erőszakkal betörtek a törvényhozás épületébe és feldúlták azt. A kongresszus ülése félbeszakadt, a csőcseléket csak jelentős karhatalom bevonásával sikerült föloszlatni, a zavargásoknak áldozatul esett négy tüntető és egy rendőr. Az eseményeket széles körben elítélték és a demokratikus államrend elleni puccskísérletként értékelték. Egy héttel később, 2021. január 13-án a képviselőház lázadásra való felbujtással vádolta meg az elnököt, és megindította az eljárást a leváltására. A határozatot a képviselőház 232 támogató és 197 elutasító szavazattal fogadta el. Az összes demokrata képviselő mellett tíz republikánus is a támogatók között volt.
A vádemelési határozatot a képviselőház már csak Trump hivatali idejének lejárta után, január 25-én küldte át a szenátusnak. A szenátusi tárgyalás február 9-én vette kezdetét. Mivel ekkorra Trump már nem volt hivatalban, az eljárást nem a Legfelsőbb Bíróság főbírája, hanem a szenátus pro tempore elnöke, Patrick Leahy szenátor vezette. A tárgyalás végén, 2020. február 13-án, 57 szenátor (48 demokrata, két független és hét republikánus) találta bűnösnek Trumpot, ami kevesebb volt az elmarasztaló ítélethez szükséges 67-nél. A felmentésre szavazó 43 szenátor – ők valamennyien republikánusok voltak – között volt olyan, aki kifejezetten ártatlannak találta Trumpot, mások viszont úgy nyilatkoztak, Trump valóban felelős a halálos kimenetelű zavargásokért, de mivel elnöki mandátuma már lejárt, a szenátusnak nincs alkotmányos jogosultsága felelősségre vonni őt.

## Egyéb tisztségviselők leváltása

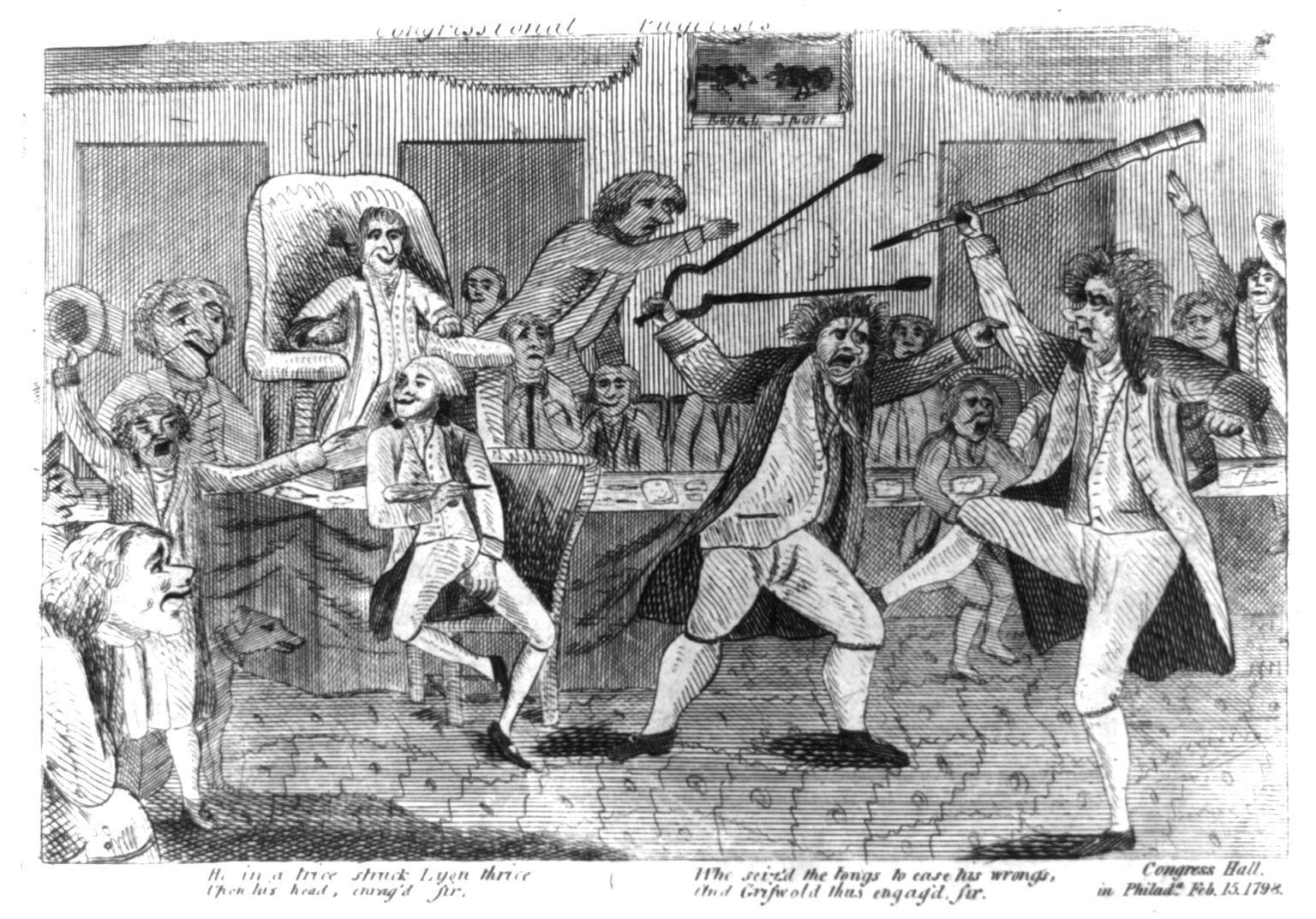
A szenátus tagjai William Blount szenátor leváltásáról vitatkoznak 1798. február 15-én

Az elnök leváltására szolgáló mechanizmus más szövetségi tisztségviselőkre is alkalmazható. Az alkotmány konkrétan úgy fogalmaz, hogy „az Egyesült Államok elnökét, alelnökét és valamennyi polgári tisztségviselőjét” lehet ilyen módon elmozdítani hivatalából. A képviselőház már több mint hatvan alkalommal indította meg az eljárást, de az esetek kevesebb mint egyharmadában jutott el az ügy a szenátusi tárgyalásig. A fentebb említett elnökökön kívül még 15 szövetségi bírót, egy hadügyminisztert és egy szenátort is alávetettek a leváltási procedúrának. Mindössze nyolc esetben – mindegyik érintett bíró volt – mozdították el az érintettet hivatalából.
Az egyetlen szenátor, akinek a leváltását megkísérelték William Blount volt. Az eset 1797-ben történt, kilenc évvel az alkotmány elfogadása után – ez volt az első alkalom, hogy a leváltási procedúrát alkalmazták. Heves, két éven át tartó, időnként tettlegességig fajuló vita után Blounttal kapcsolatban az a döntés született a szenátusi tárgyaláson, hogy a képviselők és a szenátorok nem „polgári tisztségviselők”, és így őket ilyen módon nem lehet leváltani. Az így keletkezett precedens azóta is fennáll: a kongresszus tagjait csak úgy lehet leváltani, hogy a saját házuk tagjainak kétharmados többségi szavazatával kizárják őket a törvényhozásból. Blounttal is ez történt.
Hasonló eljárással le lehet váltani az Egyesült Államok egyes tagállamainak tisztségviselőit, vezetőit is, de ez nem tartozik a szövetségi kongresszus hatáskörébe, és az eljárást nem is a szövetségi alkotmány, hanem az illető tagállam alkotmánya szabályozza. Például az illinois-i törvényhozás a szövetségihez hasonló eljárásban váltotta le Rod Blagojevich kormányzót 2009-ben. Tekintve, hogy az államok kormányzóit közvetlenül választják, lehetőség van arra is, hogy a választók népszavazás keretében visszahívják a kormányzót. Ez történt például Gray Davis kaliforniai kormányzóval 2003-ban, amikor a választók visszahívták Davist és Arnold Schwarzeneggert választották meg a helyére.

## Az elnök ideiglenes elmozdítása
1967 óta, a huszonötödik alkotmánymódosítás révén arra is van lehetőség, hogy az elnököt ideiglenesen elmozdítsák hivatalából, ha betegség vagy más akadály miatt képtelen ellátni feladatát. Ilyenkor két eset lehetséges.
Az egyszerűbb esetben az elnök maga értesítheti írásban a Kongresszus mindkét házának elnökét, hogy képtelen ellátni az elnöki teendőket. Ezután az alelnök teljes elnöki hatáskörrel megbízott elnök lesz egészen addig, amíg az elnök újabb írásos értesítést nem küld a Kongresszus mindkét házelnökének, hogy újra képes az elnöki teendők ellátására, és ezzel vissza nem veszi az elnöki hatalmat. Ez történt például 2002. június 29-én, amikor George W. Bush elnököt egy rövid orvosi beavatkozás idejére elaltatták. Bush a beavatkozás előtt levélben értesítette a képviselőház elnökét és a szenátus pro tempore elnökét, hogy átmenetileg képtelen lesz az elnöki teendők ellátására, és így Dick Cheney alelnök lesz a megbízott elnök. Amikor az elnök felébredt az altatásból, újabb levélben vette vissza a hatalmat.
A másik lehetőség az, hogy az alelnök – a kabinet többségi szavazatával támogatva – ideiglenesen alkalmatlannak nyilvánítja az elnököt, és erről írásban értesíti a Kongresszus mindkét házának elnökét. Az első esethez hasonlóan az alelnök ilyenkor is megbízott elnök lesz, teljes hatáskörrel. Az alkalmatlanság elhárultával az elnök értesíti a Kongresszus két házelnökét, hogy készen áll az elnöki hatáskör újbóli gyakorlására, és ezzel visszakapja az elnöki jogkört. Azonban ha az alelnök vitatja, hogy az elnök visszanyerte az alkalmasságát, akkor – megint csak a kabinet többségi szavazatával támogatva – négy napon belül írásban értesíti erről a Kongresszus két házelnökét. Ekkor a Kongresszust negyvennyolc órán belül össze kell hívni (hacsak amúgy is nem ülésezik éppen) abból a célból, hogy a vitát eldöntse. Ha ezután huszonegy napon belül mindkét ház kétharmados többséggel úgy dönt, hogy az elnök nem képes az elnöki teendők ellátására, akkor az alelnök továbbra is megbízott elnök lesz, teljes elnöki hatáskörrel. Ellenkező esetben az elnök visszakapja az elnöki hatáskört. Ezt a mechanizmust még sohasem használták a gyakorlatban.